# Ibotyporanga emekori
Ibotyporanga emekori – gatunek pająka z rodziny nasosznikowatych.

## Taksonomia
Gatunek ten opisany został po raz pierwszy w 2003 roku przez Bernharda Hubera i Antônia D. Brescovita na łamach „Insect Systematics & Evolution”. Jako lokalizację typową wskazano Toca do Indio w Central w brazylijskim stanie Bahia. Epitet gatunkowy pochodzi od Emêkori, nadprzyrodzonego bytu z wierzeń ludu Tukâno.

## Morfologia
Pająk o ciele długości około 2 mm (1,88 mm u holotypu). Prosoma jest ochrowożółta. Na karapaksie biegnie płytka, ale wyraźna bruzda tułowiowa. W odsiebnej części nadustka znajduje się wyraźna, zesklerotyzowana krawędź. Szczękoczułki mają delikatne, współpracujące ze zmodyfikowanymi włoskami na udach nogogłaszczków listewki strydulacyjne i zrośnięte pośrodkowo apofizy. Sternum jest niewiele szersze niż dłuższe. Kolor odnóży jest ochrowożółty. Brak na nich kolców i zakrzywionych włosków. Kulista opistosoma (odwłok) jest szarawa z niewyraźnym, małym nakrapianiem.
Nogogłaszczki samca mają dłuższą niż u I. ramosae rzepkę, silnie zakrzywiony i rozwidlony na dwie mniej więcej równej długości gałęzie prokursus, duży bulbus z niezmodyfikowanym wyrostkiem. Genitalia samicy mają dużą, jasnoochrową epigyne podzieloną na większą płytkę przednią i mniejszą tylną oraz podobnie jak u I. naideae zbudowane płytki porowate, natomiast pozbawione są bocznych rurek błoniastych.

## Rozprzestrzenienie
Pająk neotropikalny, endemiczny dla Brazylii, znany tylko ze stanu Bahia. 